# El sastre de la màfia
El sastre de la màfia (títol original en anglès, The Outfit) és una pel·lícula de drama estatunidenc dirigida per Graham Moore i estrenada el 2022. Va ser presentada en la estrena de la Berlinale 2022. Ha estat subtitulada al català per la plataforma Movistar + i doblada al català per TV3.

## Argument
Leonard és un reconegut sastre anglès del famós barri londinenc de Savile Row. Després d'una tragèdia personal. es trasllada a Chicago on obre una petita sastreria en un barri desfavorit. Desgraciadament en aquesta ciutat, només els gàngsters del sindicat del crim, The Outfit, poden pagar-se les peces elegants i costoses que concep.

## Repartiment
- Mark Rylance és Leonard[2]
- Zoey Deutch és Mable
- Dylan O'Brien és Richie
- Johnny Flynn és Francos
- Simon Russell és Roy
- Nikki Amuka-Bird és Violet

## Al voltant de la pel·lícula
Al gener de 2021, es va anunciar que el guionista Graham Moore faria el seu debut com a director de la pel·lícula, amb el guió de Johnathan MacClain, i que seria produïda per FilNation Entertainment. Al febrer de 2021, Focus Features va comprar els drets de distribució de la pel·lícula, mentre que Mark Rylance, Zoey Deutch, Dylan O'Brien i Johnny Flynn foren anunciats en els papers principals. Simon Russell Beale i Nikki Amuka-Bird també es van unir al repartiment a l'abril de 2021.
El rodatge va començar el 5 de març de 2021 a Londres fins l'abril del 2022,. La pel·lícula es va presentar en primícia en la Berlinale 2022, fora de competició.